# ホリエ
ホリエは、日本の漫画家。主にティーアイネットの成年向け漫画雑誌『COMIC MUJIN』に掲載。

## 作品リスト

### 単行本
- スキドーシ（ティーアイネット、2008年）
- I-Girl（ティーアイネット、2009年）